# Алегзандрия (город, Миннесота)
Алегзандрия (англ. Alexandria) — город в округе Дуглас, штат Миннесота, США. На площади 24,2 км² (8,9 км² — суша, 50 км² — вода), согласно переписи 2008 года, проживают 12 415 человек. Плотность населения составляет 383,2 чел./км².
- Телефонный код города — 320
- Почтовый индекс — 56308
- FIPS-код города — 27-00928[1]
- GNIS-идентификатор — 0639272[2]

## Известные жители
В городе проживает известный реслер и боец MMA Брок Леснар.